# Валени (Кајану)
Валени (рум. Văleni) насеље је у Румунији у округу Клуж у општини Кајану. Oпштина се налази на надморској висини од 304 m.

## Становништво
Према подацима из 2011. године у насељу је живело 222 становника.